# Khraicia
Khraicia (în arabă خراسية) este o comună din provincia Alger, Algeria.
Populația comunei este de 27.910 locuitori (2008).